# 庫卡夫卡
48°36′13″N 27°42′18″E / 48.60361°N 27.70500°E

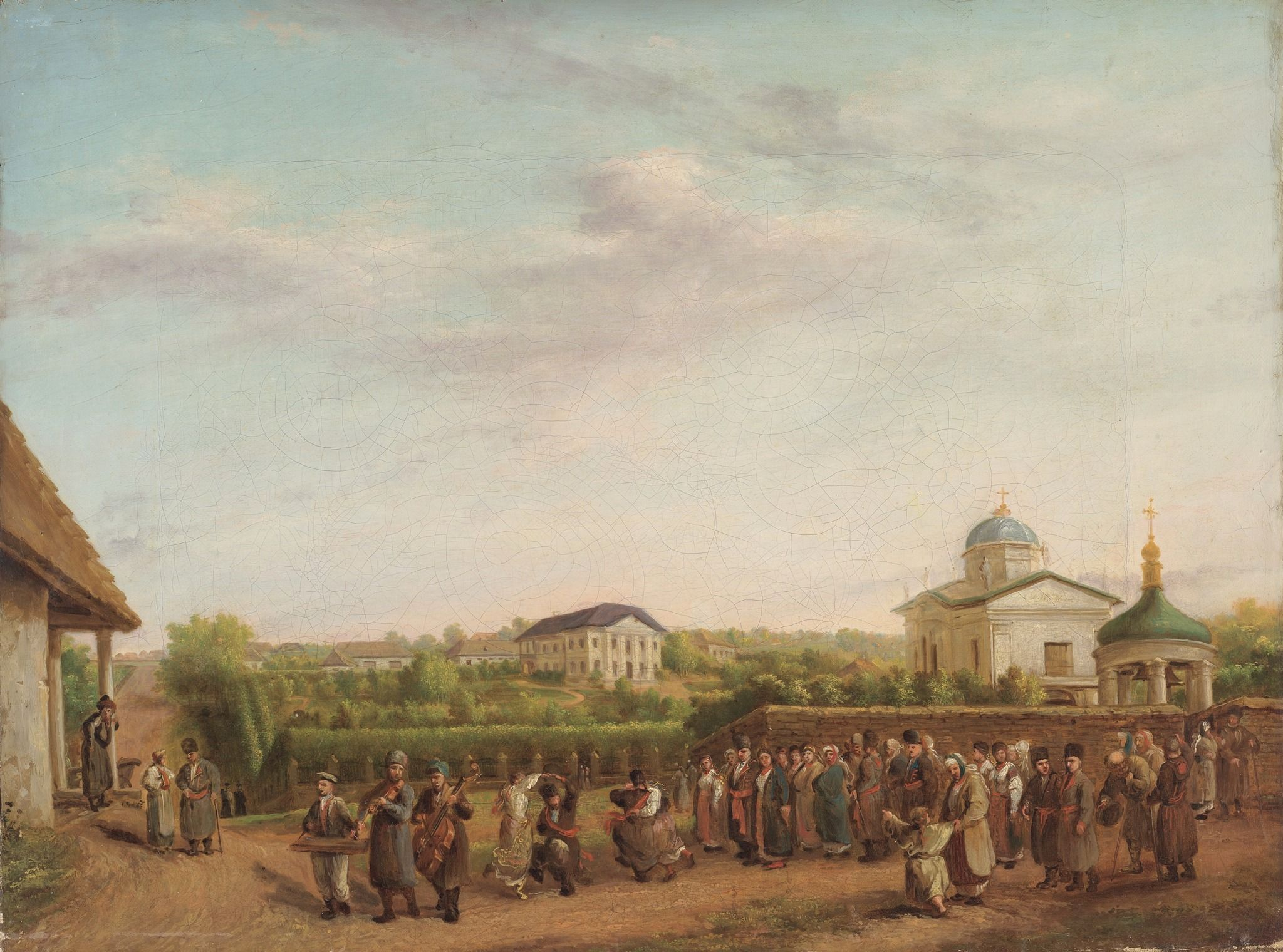

庫卡夫卡（烏克蘭語：Кукавка），是烏克蘭西南部的村莊，隸屬文尼察州的莫希利夫-波季利斯基區。該村始建於1661年，面積2.6平方公里，2001年人口1,281，人口密度每平方公里492.69人。